# Доссена
Доссена (итал. Dossena) — коммуна в провинции Бергамо итальянского региона Ломбардия, расположена в 35 км от административного центра провинции. Впервые упоминается в документе, датируемым 920 годом.
В коммуне 24 июня особо празднуется Рождество Иоанна Предтечи.